# Gilbert Ryle
Gilbert Ryle (1900-1976) va ser un pensador especialitzat en el llenguatge i filosofia de la ment. Nascut a Brighton, va treballar per al servei secret britànic pel seu domini lingüístic abans de dedicar-se a la docència universitària a Oxford. Va rebutjar el dualisme entre cos i ment, en afirmar que el pensament era un tipus especial d'acció, que podia ser descrit igual que el comportament d'altres àmbits, temes que il·lustra a través de la metàfora. Va criticar les aportacions de Descartes sobre l'esperit i va negar part de l'innatisme lingüístic, així com la possibilitat de fer metafísica.